# Scheduling
Inden for databehandling er scheduling (dansk term: resurseplanlægning) handlingen at tildele resurser til at udføre tasks. Resurserne kan være processorer, netværkslinks eller udvidelseskort. Tasks kan være tråde, processer eller datastrømme.
Schedulering-aktiviteten udføres af en proces kaldet en scheduler. Schedulers er ofte designet til at holde alle computerresurser beskæftiget (som i belastningsbalancering), tillade flere brugere at dele systemresurser effektivt eller for at opnå en målrettet servicekvalitet.
Schedulering er grundlæggende for selve beregningen og en iboende del af udførelsesmodellen for et computersystem; konceptet med scheduling gør det muligt at have computermultitasking med en enkelt central processing unit (CPU).

## Styresystemersschedulers
| Styresystem                                        | Preemption | Scheduler algoritme                                                             |
| -------------------------------------------------- | ---------- | ------------------------------------------------------------------------------- |
| Amiga OS                                           | Ja         | Prioriteret round-robin scheduling                                              |
| FreeBSD                                            | Ja         | Multilevel feedback queue                                                       |
| Inferno                                            | Ukendt     | Ukendt                                                                          |
| Linuxkerne før 2.6.0                               | Ja         | Multilevel feedback queue                                                       |
| Linuxkerne 2.6.0–2.6.23                            | Ja         | O(1)-scheduler                                                                  |
| Linuxkerne efter 2.6.23 og før 6.6                 | Ja         | Completely Fair Scheduler                                                       |
| Linuxkerne 6.6 og senere                           | Ja         | Earliest eligible virtual deadline first scheduling (EEVDF)                     |
| Klassisk Mac OS før-9                              | Ingen      | Cooperative scheduler                                                           |
| Mac OS 9                                           | Nogen      | Preemptive scheduler for MP tasks - og cooperative for processer og tråde       |
| macOS (incl. Mac OS X)                             | Ja         | Multilevel feedback queue                                                       |
| Minix                                              | Ja         | Simple multi-priority round robin                                               |
| Minix3                                             | Ja         | Multilevel queueing                                                             |
| Multics                                            | Ja         | Greenberger-Corbató exponential scheduler, MTB-193 Priority Scheduler           |
| NetBSD                                             | Ja         | Multilevel feedback queue                                                       |
| Plan 9                                             | Ukendt     | Ukendt                                                                          |
| Redox                                              | Ja         | round-robin scheduling                                                          |
| Solaris                                            | Ja         | Multilevel feedback queue                                                       |
| Windows 3.1x                                       | Ingen      | Cooperative scheduler                                                           |
| Windows 95, 98, Me                                 | halvdelen  | Preemptive scheduler for 32-bit processer - og cooperative for 16-bit processer |
| Windows NT (inklusiv 2000, XP, Vista, 7 og Server) | Ja         | Multilevel feedback queue                                                       |